# St Andrews
St Andrews (skotsk: Saunt Aundraes, skotsk gælisk: Cill Rìmhinn) er en universitetsby og tidligere kongelig fristad på østkysten af Fife i Skotland. Byen er navngivet efter apostlen Andreas og har 16.680 indbyggere (2008), hvilket gør byen til den femtestørte bebyggelse i Fife.
Der har været en vigtig kirke i St Andrews siden det 8. århundrede (måske tidligere), og et bispesæde (og senere ærkebispesæde) siden 11. århundrede (måske tidligere). Bosættelsen voksede mod vest fra Cathedral of St Andrew. Fristaden blev snart Skotlands kirkelige hovedstad, og byen bibeholdt denne status indtil den skotske reformation. Den berømte katedral, Skotlands største, er nu en ruin.
Byen er hjemsted for University of St Andrews, det tredjeældste universitet i den engelsktalende verden og et af Storbritanniens mest prestigefyldte universiteter. Universitetet er en integreret del af fristaden og i semestret udgør studerende ca. en tredjedel af byens befolkning.
St Andrews er også verdenskendt som "home of golf" (golfsportens hjemsted). Dette skyldes til dels, at Royal and Ancient Golf Club, grundlagt i 1754, er golfsportens styrende organ på verdensplan (bortset fra i USA og Mexico), og dels fordi St Andrews Links (købt af byen i 1894) er den oftest anvendte bane til The Open Championship, den ældste af de fire major-turneringer. Mange turister besøger St Andrews for at spille på golfbaner rangeret blandt verdens bedste, samt på grund af byens sandstrande.
Martyrs Memorial, opført til ære for Patrick Hamilton, George Wishart og andre martyrer fra reformationstiden, står på en klippe og kigger ud over havet.
Byen rummer bl.a. St Andrews Museum og R&A World Golf Museum.

## Navn
Det tidligt fundne navn for området er Muckross (afledt af skotsk gælisk mucrois, der betyder vildsvins hoved/halvø). Efter dannelsen af en religiøs bosættelse i Muckross omkring 370 skiftede navnet til Cennrígmonaid. Det er gammelirsk og består af elementerne cenn (hoved, halvø), ríg (konge) og monaid (hede). Dette blev til Cell Rígmonaid (hvor cell betyder kirke) og blev angliseret til Kilrymont. Den moderne skotsk gæliske stavemåde er Cill Rìmhinn.

## Sport og fritid
St Andrews er verdenskendt som "home of golf". I henhold til det ældste bevarede dokument fra 1552, er "playing at golf" på links ved siden af "water of eden" blevet tilladt af ærkebiskop Hamilton. Byens kendteste golfbane er Old Course, som blev opkøbt af byrådet i 1894. Banens historie kan føres tilbage til middelalderen, og det er den oftest anvendte bane til The Open Championship, som for første gang blev spillet i St Andrews i 1873. Blandt de berømte vindere af the Open i St Andrews finder man Jack Nicklaus (1970 og 1978) og Tiger Woods (2000 og 2005). Ifølge Jack Nicklaus, "if a golfer is going to be remembered, he must win at St Andrews" (dansk: hvis en golfspiller skal huskes, skal han vinde i St Andrews). Der er i alt syv golfbaner i byen: Old, New, Jubilee, Eden, Strathtyrum, Balgove og Castle, der opkranser den vestlige tilkørsel til byen. Den syvende bane (Castle) blev tilføjet i 2007 ved Kinkell Braes, designet af David McLay Kidd.